# 芋川用水
芋川用水（いもがわようすい）は、長野県信濃町戸草地籍の鳥居川から取水し、飯綱町の大字芋川（当時：芋川村）から大字赤塩（当時：赤塩村）の斑尾川に合流するまでの29kmを流れる農業用水路である。開削から400年、いまも同地区の水田を潤している。

## 歴史

### 事業の開始
平安時代、芋川には、芋川氏の荘園が成立し、斑尾川の水源により稲作が行われていた。しかし、室町時代から江戸時代初期、米の需要の増加から水田の開発が必要が高まり、水源を鳥居川に求めた新たな用水の開削事業が必要となった。
事業開始当初、現在の長野市篠ノ井塩崎の清水戸右衛門（しみずとうえもん）が携わり、大字芋川の中村大樋までの21kmが開通した。その後、飯山藩の野田喜左衛門（のだきざえもん）が事業を引き継ぎ、大字東柏原までの8kmが掘り継がれた。
開削年は諸説あり、江戸幕府開府と同じ1603年とする説が現在では有力である。

### 善光寺地震による被害と掘り貫き工事
1847年5月8日（弘化4年3月24日）に起きた善光寺地震で用水の難所はことごとく破壊され、通水が不可能になってしまう。復旧策について用水関係者が協議した結果、戸草の屏風岩から、芋川村字坂下までの721間余りの距離を一直線に掘り貫き、通水することに決定した。復旧計画では、当地における技術者の確保が難しく、江戸本所番場町棟梁高田屋喜三郎に設計、作業の指導を依頼。9月に着工し翌年3月3日を完成予定期限とした。総工費793両の事業であった。しかし、難工事のため大勢の犠牲者がでて、工事そのものも完成期限には間に合わなかった。仕方なく、壊れた用水の修理を行い、その年の稲の作付けに間に合わせた。この修理と平行して掘り貫き工事も行うと、用水の恩恵を受ける村の役人に書状を出している。
工事は地震から2年後の1849年（嘉永2年）8月25日ようやく貫通、9月20日通水しこれを祝うお祭りが盛大に行われた。このとき、事業の開始から飯山藩の多大な助成があったことから、役人による検分が行われた。しかし、翌年1850年（嘉永3年）1月28日の昼頃、掘り貫きの下流出口が崩落。何とか復旧を試みるも、重機もない時代人力ではどうにもならず、同事業の契約時、普光寺村（現飯綱町大字普光寺）との議定により、当初事業請負の契約通り、従来の用水を修理し、通水することとなった。

### 土地改良事業による近代化
近代、昔ながらの盛り土と切り通しによって作られた用水は、洪水のときは崩落したり、漏水により下流まで水が行き渡らないことがあり、たびたび水争いの引き金となった。このため、1979年（昭和54年）度から県営灌漑排水事業「芋川地区」が始まり、主に3面コンクリート張りへの改修が行われた。工事ができるのは、水田が水を必要としなくなる9月上旬から。しかし冬季の積雪により11月下旬までと年間を通した作業期間が短く、年度ごとの改修工区は数百メートルにとどまる。1998年（平成10年）、事業は「農業用水再編事業」へ引き継がれ、2005年（平成17年）現在その70%が竣工、以後2008年（平成20年）まで事業が行われる予定である。

## 構造・用水設備
当初石積みと盛り土がおもな工法で造られた同用水は、前述の改良事業により、そのほとんどが3面コンクリートになっている。用水と平行し、一部区間を除き管理道路が設けられている。用水の平均勾配は1パーミルで、地図を見ると等高線とほぼ平行に造られている。また、山の北側を迂回するところは若干勾配が急になっており、水流を速く、また南面の日当たりのよい場所は勾配はさらに緩く水流が遅くなるように造られている。この方法により、水田に供給する水の温度を上げる工夫がされており、当時の測量、土木の技術水準の高さがうかがえる。用水から水田へは各々の堰へ水を流すように樋（ひの）が設けられている。

### 取り入れ口

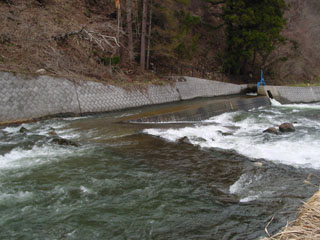
取り入れ口全景

信濃町戸草地籍に、鳥居川から芋川用水への取り入れ口がある。取り入れ口は平成7年の洪水により、その取り入れ口の設備のほとんどが破壊され、現在の設備はその後復旧されたものである。取り入れ口の脇に水神が祀られていて、毎年4月20日の水揚げに水神際がここで行われる。
伝承によると、川の水が取り入れ口からうまく流れ込まなかったため、清水戸右衛門の妻「ふみ」が夫の苦労を見かね、自ら人柱となり入水したところ、用水に満々と水が流れ込んだと伝えられている。

### 紫岩
取り入れ口から下流の3.5kmは、鳥居川が作り出したV字谷で、同用水の難所が続き、「屏風岩」「大曲」などの地名が並ぶ。「紫岩」は難所の3.5kmの後半にあり、断崖を掘りトンネル状にしたものだが、岩盤は非常に脆く、芋川隧道が開通してからは使われなくなり、紫岩の隧道は今も崩落したままである。

### 芋川隧道

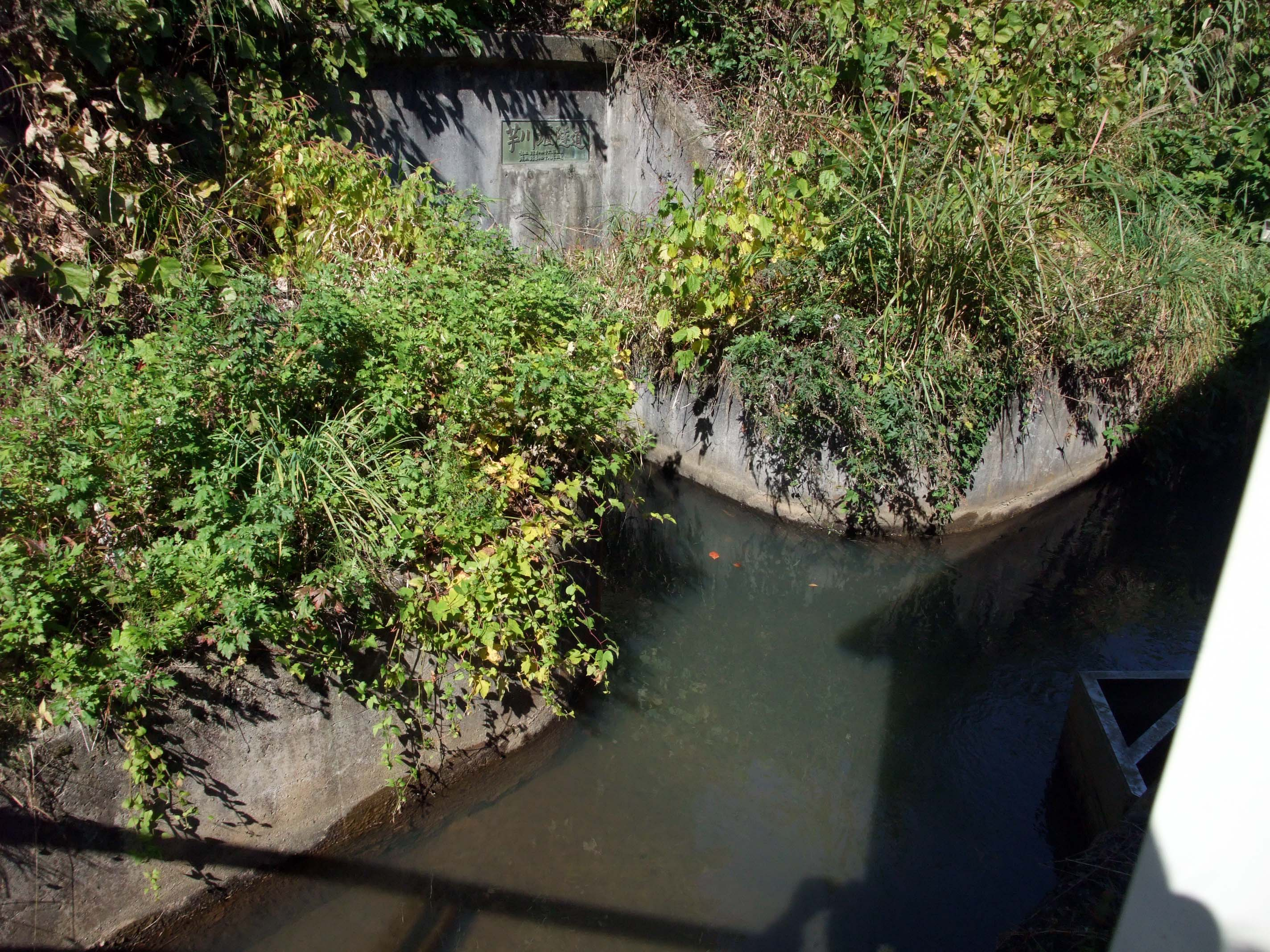
芋川隧道出口

およそ1kmのコンクリート製のトンネル芋川隧道が開通している。竣工は1971年（昭和46年）である。

### はせ工作
大字芋川の若宮で、斑尾川と芋川用水が交差する場所。当初は用水が斑尾川の下を通るように作られ、旱魃の際は、用水に斑尾川の水を供給できるように斑尾川の底が数枚の石板で造られていたが、改良工事が行われたあとは、用水が斑尾川の上を通るようになった。

## 管理
芋川用水は、工事のはじめから同地区の農民が作業に携わり、現在に至って手入れは地元住民の手で行われている。年間を通じ大きな作業は4月の「常浚い」と7月の「青刈り」がある。青刈りは、用水両岸の草を刈り取る作業である。
常浚いとは、せぎ浚いのことで、主に河床にたまった土砂を上げたり、冬の積雪による倒木を取り除いたりするのが主な作業である。前述の改良工事が行われる前は、1日仕事であったが、工事後は3時間程度で済むようになり、大幅な効率化が図られるようになった。